# Muchedent
Muchedent ist eine französische Gemeinde mit 126 Einwohnern (Stand: 1. Januar 2022) im Département Seine-Maritime in der Region Normandie (vor 2016 Haute-Normandie). Sie gehört zum Arrondissement Dieppe und zum Kanton Luneray (bis 2015 Kanton Longueville-sur-Scie). Die Einwohner werden Muchedentais genannt.

## Geographie
Muchedent liegt im Pays de Caux etwa 29 Kilometer südsüdöstlich von Dieppe am Varenne.
Nachbargemeinden von Muchedent sind Torcy-le-Grand im Norden, Les Grandes-Ventes im Osten, Saint-Hellier im Süden, Le Catelier im Westen und Südwesten, Les Cent-Acres im Westen sowie Saint-Honoré im Nordwesten.

## Bevölkerungsentwicklung
| Jahr                      | 1962 | 1968 | 1975 | 1982 | 1990 | 1999 | 2006 | 2013 |
| Einwohner                 | 124  | 112  | 115  | 96   | 117  | 129  | 111  | 134  |
| Quelle: Cassini und INSEE |      |      |      |      |      |      |      |      |

## Sehenswürdigkeiten
- Kirche Saint-Pierre aus dem 11. Jahrhundert, Um- und Anbauten aus späterer Zeit, Monument historique
- Herrenhaus von Muchedent aus dem 16. Jahrhundert

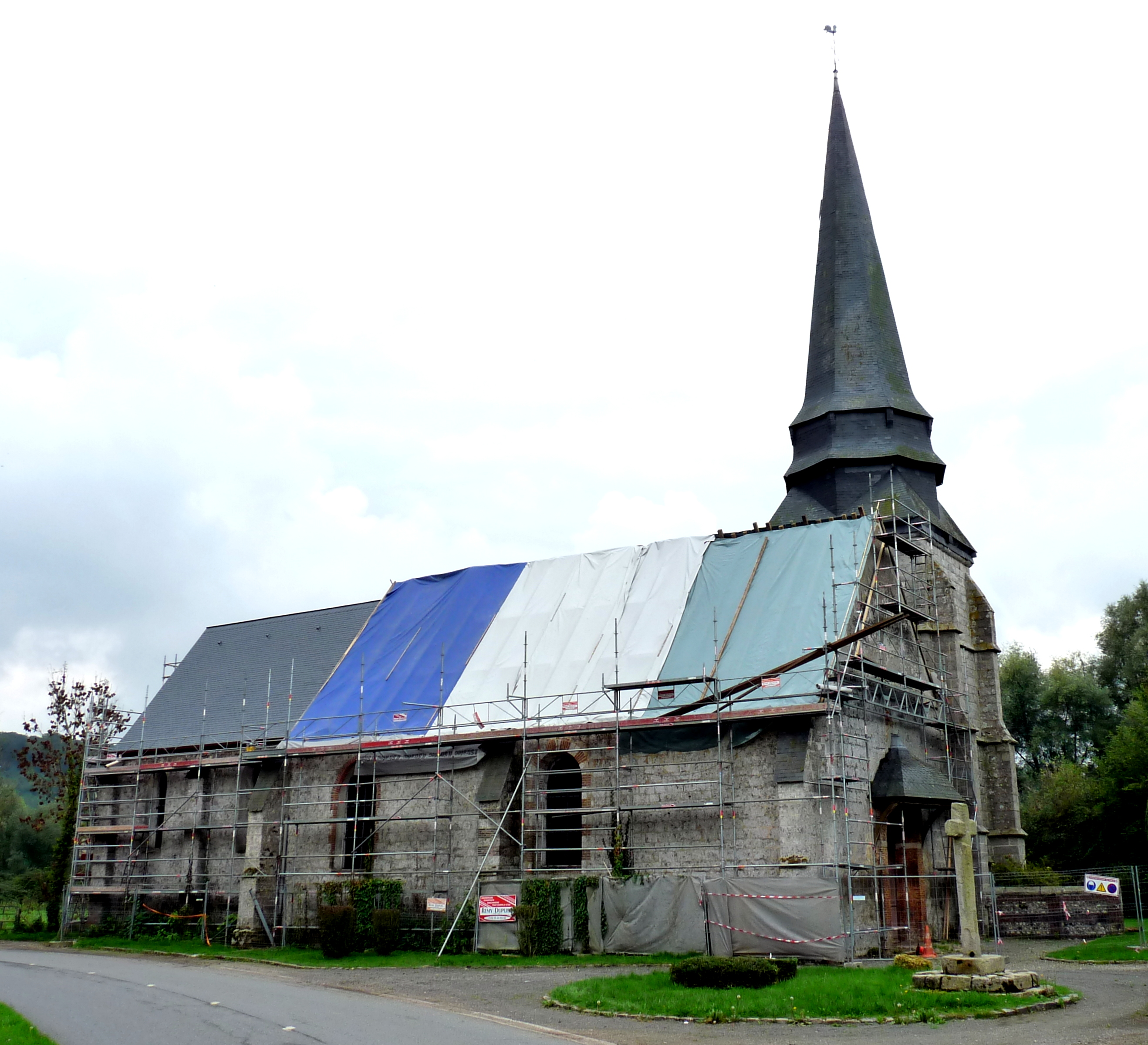
Kirche Saint-Pierre

- Priorat von Le Pubel